# Presinge
Presinge est une commune suisse du canton de Genève.

## Géographie

Photo aérienne prise à 2500 m par Walter Mittelholzer (1929).

Le territoire de Presinge s'étend sur 4,72 km2. Lors du relevé de 2013-2018, les surfaces d'habitations et d'infrastructures représentaient 14,2 % de sa superficie, les surfaces agricoles 66,2 %, les surfaces boisées 19,1 % et les surfaces improductives 0,6 %.
Une partie des surfaces boisées de Presinge font partie des Bois de Jussy.
La commune comprend les localités de Cara et La Louvière. Elle est limitrophe de Jussy, Puplinge, Choulex et Meinier, ainsi que de la France (Ville-la-Grand, Juvigny).

## Histoire
Le traité de Turin de 1816 attribue la moitié nord de Ville-la-Grand à Genève. Cette partie à laquelle est ajouté le nord-ouest de Juvigny est érigée en commune.
Le 9 novembre 1850, la partie sud-ouest est détachée pour former la commune de Puplinge.

## Politique

### Administration
L'exécutif de la commune de Presinge compte trois conseillés administratifs. Les membres sont élus pour une période de cinq ans. L'exécutif de la commune, entré en fonction le 1er juin 2025, se compose de la façon suivante :
| Identité             | Étiquette              | Étiquette | Fonction                                   | Dicastères |
| -------------------- | ---------------------- | --------- | ------------------------------------------ | --- |
| Serge Broquard       | Vision Glabale         |           | Conseiller administratif Maire (2025-2026) | Commissions: Bâtiments, Finances & Administration générale, Aménagement du terriroire & Projets de développement.                                               |
| Edgar Cardoso Inacio | Alors Presinge !       |           | Conseiller administratif                   | Commissions: Développement durable & Environnement, Routes-assainissement-transports & Sécurité, Aménagement du terriroire & Projets de développement.          |
| Rémy Tavernier       | Ensemble pour Presinge |           | Conseiller administratif                   | Commissions: Cohésion sociale, Ecole-Jeunesse & Sport, Culture-Manifestations & Communication, Aménagement du terriroire & Projets de développement villageois. |

Le conseil municipal de Presinge (pouvoir législatif de la commune) compte 11 membres. Les conseillers municipaux sont élus pour une période de cinq ans. Le Conseil municipal exerce des fonctions délibératives et consultatives mais il ne peut pas rédiger des lois. À la suite des élections municipales du 23 mars 2025, le conseil municipal est renouvelé et est représenté de la manière suivante :
| Parti                  | Voix | Suffrages en % | +/-   | Sièges | +/- |
| ---------------------- | ---- | -------------- | ----- | ------ | --- |
| Alors Presinge !       | 101  | 42,19 %        | 42,19 | 5 / 11 | 5   |
| Vision globale         | 105  | 38,87 %        | 38,87 | 4 / 11 | 4   |
| Ensemble pour Presinge | 51   | 18,94 %        | 18,94 | 2 / 11 | 2   |

### Liste des maires
| Période                                  | Période     | Identité           | Étiquette           | Qualité                         |
| ---------------------------------------- | ----------- | ------------------ | ------------------- | ------------------------------- |
| Les données manquantes sont à compléter. |             |                    |                     |                                 |
| 1er juin 1987                            | 31 mai 2015 | Ferdinand Le Comte |                     |                                 |
| 1er juin 2015                            | en cours    | Serge Broquard     | Évolution Cohérente | Adjoint au maire de 2011 à 2015 |

## Population et société

### Démographie

#### Évolution de la population
La commune compte 726 habitants au 31 décembre 2023 pour une densité de population de 154 hab/km2. Sur la période 2010-2023, sa population a augmenté de 16,7 % (canton : 14,6 % ; Suisse : 9,4 %).  

#### Pyramide des âges
En 2023, le taux de personnes de moins de 30 ans s'élève à 31,1 %, au-dessous de la valeur cantonale (33,7 %). Le taux de personnes de plus de 60 ans est quant à lui de 33,4 %, alors qu'il est de 22,2 % au niveau cantonal.
La même année, la commune compte 351 hommes pour 375 femmes, soit un taux de 48,3 % d'hommes, similaire à celui du canton (48,3 %).
| Hommes | Classe d’âge | Femmes |
| ------ | ------------ | ------ |
| 0,6    | 90 ans ou +  | 1,1    |
| 12,0   | 75 à 89 ans  | 13,1   |
| 19,7   | 60 à 74 ans  | 20,3   |
| 15,7   | 45 à 59 ans  | 19,2   |
| 17,4   | 30 à 44 ans  | 18,9   |
| 17,4   | 15 à 29 ans  | 14,1   |
| 17,4   | - de 14 ans  | 13,3   |

| Hommes | Classe d’âge | Femmes |
| ------ | ------------ | ------ |
| 0,7    | 90 ans ou +  | 1,5    |
| 6,5    | 75 à 89 ans  | 8,8    |
| 13,0   | 60 à 74 ans  | 13,8   |
| 21,7   | 45 à 59 ans  | 21,5   |
| 22,9   | 30 à 44 ans  | 22,4   |
| 18,6   | 15 à 29 ans  | 17,2   |
| 16,7   | - de 14 ans  | 14,8   |

## Culture et patrimoine

### Héraldique
| Blason | Blasonnement : D'or à la fasce de gueules chargée d'une coquille d'argent et accompagnée de trois glands de sinople. Commentaires : En 1924, Presinge emprunta la coquille des sires de Grailly, seigneurs de Ville-la-Grand, dont le village relevait jadis. Cet emblème est complété par trois glands pour évoquer les chênes séculaires de la commune. |

### Sport
Chaque année, au mois de mars, se tient le Tour de Presinge, une épreuve populaire de course à pied comprenant des distances entre un et dix kilomètres suivant les catégories, ainsi qu'une catégorie Walking d'environ 7 km.